# Sium
Sium L. è un genere di piante angiosperme della famiglia Apiaceae, ampiamente distribuito nell'emisfero settentrionale.
Le piante di questo genere sono comunemente chiamate pastinache d'acqua.

## Descrizione
Sono erbe perenni, tra cui certuni piante acquatiche e alcune che crescono vicino all'acqua. Lo stelo ramificato radica ai nodi. Le foglie inferiori sono pennate, divise in foglie più piccole. Sono portate su piccioli che rivestono il fusto alla base. L'infiorescenza è un'ombrella composta di fiori con petali bianchi.

## Distribuzione e habitat
È ampiamente distribuito in Europa, Asia, Africa e Nord America.

## Tassonomia
Il genere comprende le seguenti specie:
- Sium carsonii Durand ex A.Gray
- Sium crispulifolium (H.Boissieu) Jing Zhou
- Sium latifolium L.
- Sium latijugum C.B.Clarke
- Sium medium Fisch. & C.A.Mey.
- Sium ninsi L.
- Sium serra (Franch. & Sav.) Kitag.
- Sium sisarum L.
- Sium suave Walter
- Sium tenue (Kom.) Kom.
- Sium ventricosum (H.Boissieu) Li S.Wang & M.F.Watson